# Museu BMW
El Museu BMW (BMW-Museum en alemany) és un museu que s'ubica a la ciutat de Múnic, Alemanya, el qual se centra en la història dels automòbils i les motocicletes fabricades per la marca alemanya BMW. Està situat al costat de la Torre BMW. El Museu BMW no forma part del mateix edifici que el del BMW Welt, el qual mostra el rang dels productes més novedosos de la marca BMW i que, de fet, també és utilitzat com un centre de distribució per a una gama més gran dels productes BMW.
El Museu BMW és, actualment, un dels museus més visitats de la ciutat de Múnic, aproximadament la meïtat d'un milió de persones recórren les seves instal·lacions cada any.